# Gasselternijveen
Gasselternijveen – wieś w Holandii, w prowincji Drenthe, w gminie Aa en Hunze. W miejscowości znajduje się zabytkowy wiatrak De Juffer.